# Aleksander Patrzałek

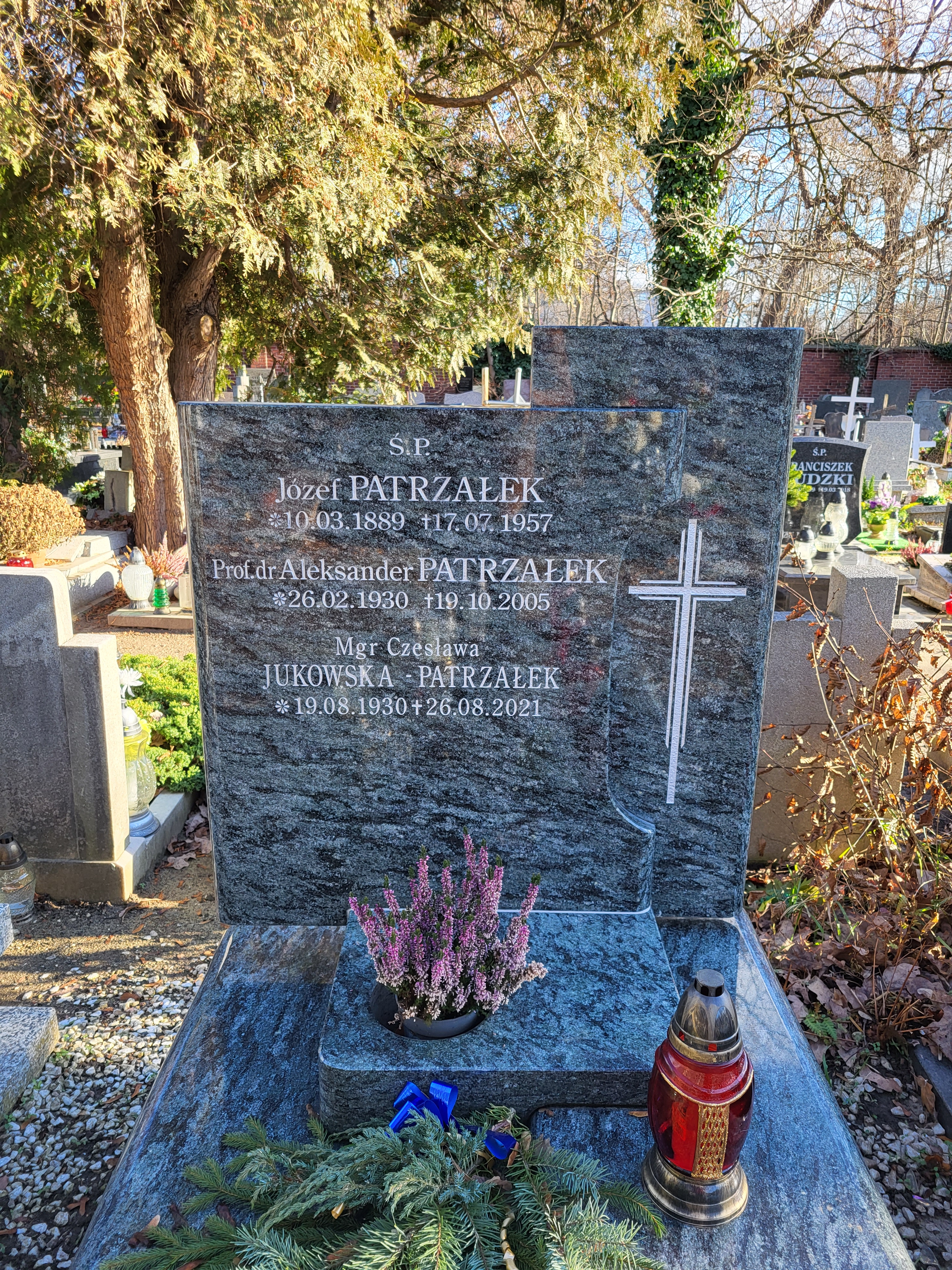
Grób Aleksandra Patrzałka na Cmentarzu św. Wawrzyńca przy ul. Bujwida we Wrocławiu

Aleksander Patrzałek (ur. 26 lutego 1930 w Jędrzejowie, zm. 19 października 2005 we Wrocławiu) – polski prawnik, doktor nauk prawnych, docent i dziekan Wydziału Prawa, Administracji i Ekonomii Uniwersytetu Wrocławskiego.

## Życiorys
W 1945 wstąpił do Związku Walki Młodych oraz Polskiej Partii Socjalistycznej. W 1948 został członkiem i działaczem Polskiej Zjednoczonej Partii Robotniczej.
W 1953 ukończył studia na Wydziale Prawno-Administracyjnym Uniwersytetu Wrocławskiego. W 1962 na podstawie rozprawy pt. System wyborczy Polski Ludowej napisanej pod kierunkiem prof. Andrzeja Mycielskiego uzyskał stopień naukowy doktora nauk prawnych, specjalizował się w prawie konstytucyjnym. W 1968 został docentem (jako tzw. docent marcowy). W latach 1974–1981 pełnił funkcję dziekana Wydziału Prawa i Administracji Uniwersytetu Wrocławskiego.

## Wybrane publikacje
- Nabycie i objęcie mandatu posła na sejm PRL (1976)
- Instytucje prawa wyborczego Polskiej Rzeczypospolitej Ludowej (1963)
- Le citoyen et le controle de constitutionnalite des lois en Pologne et en France (współredaktor, 1994)
- Problemy prawodawstwa w nowej konstytucji PRL (red. nauk., 1988)
- Le Tribunal Constitutionnel de la Republique Populaire de Pologne - sa situation dans le regime, sa competence, sa procedure et sa pratique : XVI jours juridiques Franco-Polonais, Warszawa-Wrocław le 25-29 mai 1988 (współredaktor: Kazimierz Działocha, 1988)
- Podstawowe źródła do nauki polskiego prawa konstytucyjnego. Wol. 1-2 (współredaktorzy: Jerzy Surowiec, Janusz Trzciński, 1987)
- Państwo orientacji socjalistycznej w III świecie : materiały międzynarodowej konferencji naukowej, Wrocław, 25-27 IX 1986 r. (red. nauk., 1986)
- Nowy model władzy lokalnej w PRL (red. nauk., 1984)
- Konstytucja PRL po 30 latach obowiązywania w świetle doświadczeń konstytucjonalizmu europejskiego (współredaktor: Kazimierz Działocha, 1983)[7]